# Teoria de Mie
Teoria de Mie, também chamada teoria Lorenz-Mie ou teoria Lorenz-Mie-Debye, é uma solução analítica completa das equações de Maxwell para a dispersão de radiação eletromagnética por partículas esféricas (também chamada dispersão de Mie). A solução de Mie recebeu este nome devido ao seu desenvolvimento pelo físico alemão Gustav Mie. Entretanto, o físico dinamarquês Ludvig Lorenz e outros independentemente desenvolveram a teoria da dispersão da onda plana eletromagnética por uma esfera dielétrica.
Em contraste à dispersão de Rayleigh, a solução de Mie ao problema da dispersão é válida para todos as possíveis razões entre diâmetros e comprimentos de onda, embora a técnica resulte em soma numérica infinita. Em sua formulação original assume-se um material homogêneo, isotrópico e opticamente linear irradiado por uma infinita onda plana. Entretanto, soluções para esferas em camadas são também possíveis.

## Aplicações
A teoria de Mie é muito importante em óptica meteorológica, onde as razões diâmetros-comprimentos de onda da ordem da unidade e maiores são características de muitos problemas a respeito do embaçamento dispersão em nuvens. Uma aplicação adicional está na caracterização de partículas através das medidas ópticas da dispersão. A solução de Mie é igualmente importante para a compreensão da aparência de materiais comuns como leite, tecidos biológicos e pintura com látex.
A teoria de Mie tem sido usada no tratamento físico e na detecção de concentrações de óleos em águas poluídas.
Uma moderna formulação da solução de Mie no problema da dispersão sobre uma esfera pode ser encontrada em J. A. Stratton (Electromagnetic Theory, New York: McGraw-Hill, 1941). Nesta formulação, a onda plana incidente assim como o campo de dispersão é expandido em vetores de funções de onda de irradiação esférica. Ao estabelecer-se a condição de contorno na superfície esférica, os coeficientes da expansão do campo disperso podem ser computados. Um programa em FORTRAN para computar a solução de Mie para uma esfera e um cilindro infinito pode ser encontrado no livro de Bohren e e Huffman sobre dispersão de luz por partículas pequenas. Uma alternativa útil é fornecida por Mishchenko, Travis e Lacis em seu livro Scattering, Absorption, and Emission of Light by Small Particles (Dispersão, Absorção, e Emissão de Luz por Partículas Pequenas).

## Nomenclatura
O termo "teoria de Mie" é um engano, já que não refere-se a uma teoria física independente ou lei. A frase "a solução de Mie (às equações de Maxwell)" é conseqüentemente preferível. Atualmente, o termo "solução de Mie" é também usado em contextos mais amplos, por exemplo ao discutir soluções das equações de Maxwell para dispersão por esferas estratificadas ou por cilindros infinitos, ou geralmente quando trata-se problemas de dispersão resolvíveis pelo uso das equações exatas de Maxwell nos casos onde se pode escrever equações separadas para a dependência radial e angular das soluções.